# Kopanivka, Volodarsk-Volînskîi
Kopanivka (în ucraineană Копанівка) este un sat în comuna Toporîșce din raionul Volodarsk-Volînskîi, regiunea Jîtomîr, Ucraina.

## Demografie
Componența lingvistică a localității Kopanivka
     Ucraineană (99,12%)
     Alte limbi (0,88%)
Conform recensământului din 2001, majoritatea populației localității Kopanivka era vorbitoare de ucraineană (99,12%), existând în minoritate și vorbitori de alte limbi.